# العلاقات السريلانكية النيوزيلندية
العلاقات السريلانكية النيوزيلندية هي العلاقات الثنائية التي تجمع بين سريلانكا ونيوزيلندا.

## مقارنة بين البلدين
هذه مقارنة عامة ومرجعية للدولتين:
| وجه المقارنة                                              | سريلانكا                         | نيوزيلندا                                              |
| --------------------------------------------------------- | -------------------------------- | ------------------------------------------------------ |
| المساحة (كم2)                                             | 65.61 ألف                        | 268.02 ألف                                             |
| عدد السكان (نسمة)                                         | 21.44 مليون                      | 4.24 مليون                                             |
| الكثافة السكانية (ن./كم²)                                 | 326.78                           | 15.82                                                  |
| العاصمة                                                   | سري جاياواردنابورا كوتي، كولمبو  | ويلينغتون، أوكلاند                                     |
| اللغة الرسمية                                             | اللغة السنهالية، اللغة التاميلية | لغة إنجليزية، اللغة الماورية، لغة الإشارة النيوزيلندية |
| العملة                                                    | روبية سريلانكي                   | دولار نيوزيلندي، الجنيه النيوزيلندي                    |
| الناتج المحلي الإجمالي (بليون دولار)                      | 87.17 مليار                      | 205.85 مليار                                           |
| الناتج المحلي الإجمالي (تعادل القوة الشرائية) بليون دولار | 246.62 مليار                     |                                                        |
| الناتج المحلي الإجمالي الاسمي للفرد دولار أمريكي          | 3.93 ألف                         |                                                        |
| الناتج المحلي الإجمالي للفرد دولار أمريكي                 | 11.11 ألف                        |                                                        |
| مؤشر التنمية البشرية                                      | 0.757                            | 0.914                                                  |
| رمز المكالمات الدولي                                      | +94                              | +64                                                    |
| رمز الإنترنت                                              | .lk،                             | .nz                                                    |
| المنطقة الزمنية                                           | ت ع م+05:30                      | ت ع م+13:00، ت ع م+12:00                               |

## منظمات دولية مشتركة
يشترك البلدان في عضوية مجموعة من المنظمات الدولية، منها:
| علم المنظمة | اسم المنظمة                               | تاريخ انضمام سريلانكا | تاريخ انضمام نيوزيلندا |
| ----------- | ----------------------------------------- | --------------------- | ---------------------- |
|             | بنك التنمية الآسيوي                       | 1966                  | 1966                   |
|             | وكالة ضمان الاستثمار متعدد الأطراف        | 27 مايو 1988          | 22 أبريل 2008          |
|             | الأمم المتحدة                             | 14 ديسمبر 1955        | 24 أكتوبر 1945         |
|             | دول الكومنولث                             | 1948                  | ?                      |
|             | منظمة حظر الأسلحة الكيميائية              | ?                     | ?                      |
|             | منظمة التجارة العالمية                    | ?                     | ?                      |
|             | منظمة الشرطة الجنائية الدولية             | ?                     | ?                      |
|             | مؤسسة التنمية الدولية                     | 27 يونيو 1961         | 1 أكتوبر 1974          |
|             | يونسكو                                    | 14 نوفمبر 1949        | 4 نوفمبر 1946          |
|             | الاتحاد البريدي العالمي                   | ?                     | ?                      |
|             | البنك الدولي للإنشاء والتعمير             | 29 أغسطس 1950         | 31 أغسطس 1961          |
|             | منتدى آسيان الإقليمي ‏                     | ?                     | ?                      |
|             | المنظمة الهيدروغرافية الدولية             | ?                     | ?                      |
|             | الاتحاد الدولي للاتصالات                  | 1897                  | 3 يونيو 1878           |
|             | مؤسسة التمويل الدولية                     | 20 يوليو 1956         | 31 أغسطس 1961          |
|             | المركز الدولي لتسوية المنازعات الاستشارية | 11 نوفمبر 1967        | 2 مايو 1980            |

## وصلات خارجية
- موقع وزارة الخارجية السريلانكية
- موقع وزارة الخارجية النيوزيلندية